# Johan Storm

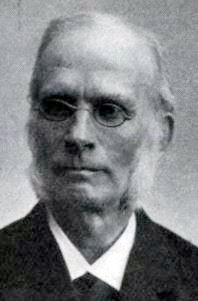
Johan Storm

Johan Frederik Breda Storm, född den 24 november 1836 i Lom, Gudbrandsdalen, död den 26 oktober 1920 i Kristiania, var en norsk språkforskare. Han var bror till Oscar Wilhelm Eugen och Gustav Storm samt kusin till Vilhelm Ferdinand Johan och Martin Luther Storm. 
Storm blev filologie kandidat 1864 och universitetsstipendiat i romanska språk 1869. Han var professor i romansk och engelsk filologi vid universitetet i Kristiania 1873–1912 och föreläste därunder fornfranska, anglosaxiska, jämförande språkhistoria, fonetik med särskild hänsyn till moderna språk och norska dialekter, nyfilologisk encyklopedi samt enstaka franska, engelska och italienska författare. Storm behärskar mästerligt de levande språkens ljudförhållanden och idiomatiska egendomligheter och var en av den moderna fonetikens pionjärer. I Norge hade hans lärarverksamhet epokgörande betydelse icke minst genom hans banbrytande undersökningar av nordiska språk och dialekter: Om tonelaget i de skandinaviske sprog (1875), Norsk lydskrift med omrids af fonetiken (1884; utgör första och enda häftet av tidskriften Norvegia); Det norske maalstræv (1878, i Nordisk tidskrift och särskilt), Det nynorske landsmaal (1888) och Landsmaalet som kultursprog (1903), som innehåller skarpa omdömen om landsmålets klumpighet och oreda; Norsk sprog, kraakemaal og landsmaal (1896), som angriper Knud Knudsens språkrensning, och Ibsen og det norske sprog (1898, i "Samtiden"), som framställer Storms ideal av norskt språk och stil. Storms mest bekanta verk är Engelsk filologi (1879; 2:a upplagan kallad "Englische Philologie", I, "Die lebende Sprache", 1892, II, "Rede und Schrift", 1896), ett huvudarbete i sitt fack. På många språk och i många upplagor ha Storms Franska talövelser (för mellanstadiet, no. och sv. 1887; för högre stadiet, norska och svenska 1897) utgått. Oavslutad är Större fransk syntax (I, 1911, II, 1915). Dessutom gav Storm en mängd bidrag till tidningar och tidskrifter. År 1882 kallades Storm till hedersdoktor i Edinburgh och 1898 valdes han till ledamot av Kungliga Vetenskaps- och Vitterhetssamhället i Göteborg.